# Северный Чус

Северный Чус — река в России, протекает в Юрлинском районе Пермского края. Устье реки находится в 49 км по правому берегу реки Чус. Длина реки составляет 17 км.
Исток реки на Верхнекамской возвышенности в 10 км к северо-востоку от посёлка Чус. Исток лежит на водоразделе, рядом берут начало верхние притоки реки Юм. Северный Чус течёт на юго-запад по лесному массиву. Впадает в Чус чуть ниже посёлка Чус.

## Данные водного реестра
По данным государственного водного реестра России относится к Камскому бассейновому округу, водохозяйственный участок реки — Кама от истока до водомерного поста у села Бондюг, речной подбассейн реки — бассейны притоков Камы до впадения Белой. Речной бассейн реки — Кама.
По данным геоинформационной системы водохозяйственного районирования территории РФ, подготовленной Федеральным агентством водных ресурсов:
- Код водного объекта в государственном водном реестре — 10010100112111100000467
- Код по гидрологической изученности (ГИ) — 111100046
- Код бассейна — 10.01.01.001
- Номер тома по ГИ — 11
- Выпуск по ГИ — 1